# 血管攝影
血管攝影（angiography）又稱血管造影、血管成像，是一种用于可视化血管和心腔的医学成像技术。传统做法是将对比剂（造影剂）注入血管内，通过对比剂在X射线下所呈现的影像进行血管疾病诊断和介入治疗；随着科技进步，血管造影亦可用放射性核素、二氧化碳、CT、MR来获得医学影像。
动脉造影（arteriography）、静脉造影（venography）、心室造影（cardiac ventriculography）均属于一种血管摄影，但动脉造影最常使用。血管照片（angiogram，angiograph）或血管造影图，一般是指注射造影剂后所摄血管X线片，但亦含盖上述其他血管成像技术所得的图像。
葡萄牙籍醫師兼神經學家Egas Moniz（1949年諾貝爾獎的得主）在1927年發展出利用顯影劑執行腦部的血管攝影，診斷出一些神經疾病，例如腫瘤以及動靜脈畸形，他被認為是這個領域的先趨者之一。隨著Seldinger技術于1953年的發明，不再需要將銳利的導入裝置留在血管腔內，使得它更加地安全。
血管攝影需要將導管插入週邊動脈中，例如股動脈。
由於血液和週邊的組織有相同的放射密度（radiodensity）或阻射率，需要加入會吸收x光的顯影劑，使得血管可以輕易地被看見，在心血管的結構中，有顯影劑的話，在血管攝影的影像中看起來是一個通道狀的陰影，血管組織和心房室本身幾乎是看不見的。
其影像可以是靜止的──用來檢視特定區域；也可以是動態的──以每秒三十張的動態呈現，同時也可以觀察血液流經血管的速度。
最常用的血管攝影是用來檢視冠狀動脈的血液，用一個長、薄且有彈性的導管注入顯影劑至想看的位置，導管是先謹慎地穿過臂動脈或是鼠蹊動脈，進一步再進入動脈系統，最後進入兩大冠狀動脈的其中之一，影像中短暫的顯影劑分布可以檢視動脈管的大小。在動脈壁上有無顯現動脈壁硬化或是動脈脂肪硬化並不容易確定，可以參考。
血管攝影也常用來做一些視網膜血管有病變的人，例如糖尿病視網膜病變或是肌肉退化的病人，看他們的血管有否狹窄。

## 另見
- 冠狀動脈導管術

1. ↑  . 樂詞網. 國家教育研究院 （中文（臺灣））.
2. ↑  . 术语在线. 全国科学技术名词审定委员会. （简体中文）
3. ↑  . 术语在线. 全国科学技术名词审定委员会. （简体中文）
4. ↑  Martin, Elizabeth. .  9th. Oxford: Oxford University Press. 2015  [2024-07-16]. ISBN 9780199687817. doi:10.1093/acref/9780199687817.001.0001. （原始内容存档于2021-01-23）.